# New Jersey Transit Rail Operations
La New Jersey Transit Rail Operations es un servicio de tren de cercanías que forma parte del New Jersey Transit. Provee servicio en Nueva Jersey, con salidas especialmente a la Ciudad de Nueva York, Hoboken, y Newark. New Jersey Transit también tiene servicio a los condados de Orange y Rockland en el Estado de Nueva York bajo contrato con el Ferrocarril Metro-North. Este servicio no incluye al servicio de tren ligero del New Jersey Transit.